# Museo Marítimo del Cantábrico
El Museo Marítimo del Cantábrico (MMC) es un museo y acuario dedicado a la difusión del patrimonio marítimo situado en la ciudad de Santander, en Cantabria (España), al borde de la bahía. Sus fondos, uno de los más importantes y completos del país, permiten un acercamiento global a la biodiversidad marina y las diversas formas de relación con la misma de los hombres del mar Cantábrico a través de los siglos y múltiples puntos de vista.
Sus colecciones empezaron a formarse en el siglo XVIII, posteriormente enriquecidas por colectivos tan insignes como la Institución Libre de Enseñanza, la Escuela de Náutica de Santander, el Museo del Real Astillero de Guarnizo, el Instituto Español de Oceanografía y el Centro de Estudios Montañeses.
Actualmente el museo tiene un programa expositivo articulado en cuatro grandes secciones:
- La vida en la mar.
- Pescadores y pesquerías.
- El Cantábrico y la mar en la historia.
- Vanguardia tecnológica frente a la mar.

## Historia
En 1886 se creó la Estación Marítima de Zoología y Botánica Experimentales por real decreto, que en 1889 se instaló en Santander y resultó en el primer antecedente del actual museo. En 1948 se fundó el Museo del Real Astillero de Guarnizo, segundo precedente museístico. El museo actual se construyó entre 1976 y 1978, y pasó a cargo de la Diputación Provincial de Santander en 1982,, habiendo sido inaugurado en 1981.

## Arquitectura
El edificio, museo y acuario, es obra de los arquitectos Vicente Roig Forner y Ángel Hernández Morales. Fue construido entre 1975 y 1978. Se trata de dos edificios de estructura de hormigón armado visto, antiguamente unidos por una marquesina que se derribó durante la restauración realizada entre los años 1999 y 2003. Sus tres alturas se organizan en torno a un patio central cubierto. En total constaba de 2200 m².
En 1999 fue ampliado por el arquitecto José María Páez, que proyectó un nuevo bloque adosado a lo ya construido. Con este nuevo cuerpo el museo pasó a tener 8500 m².

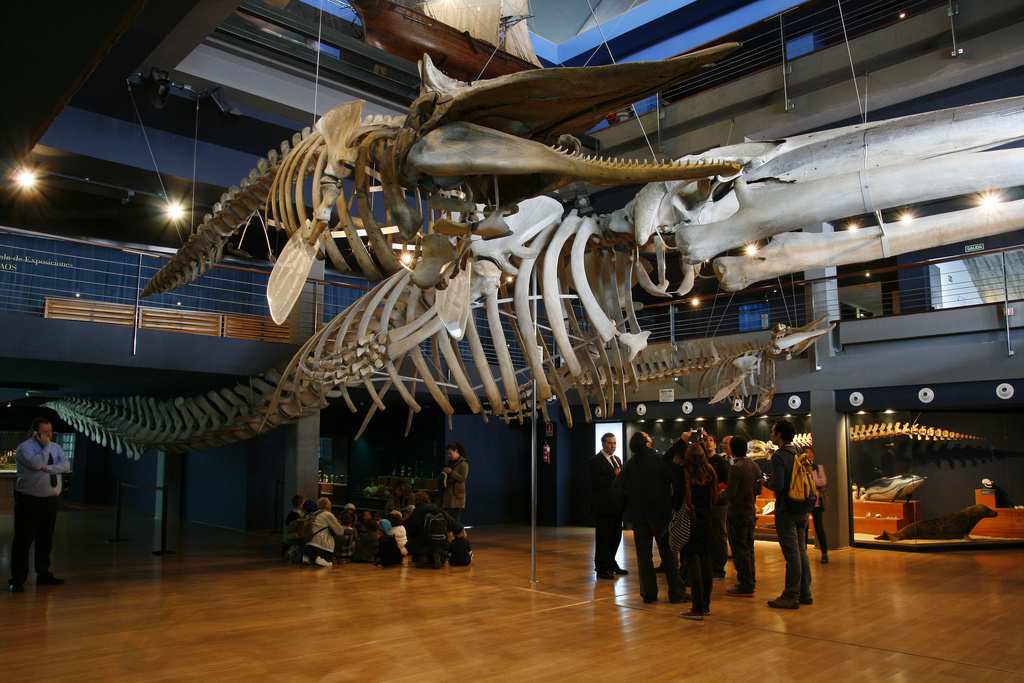
Interior del museo.
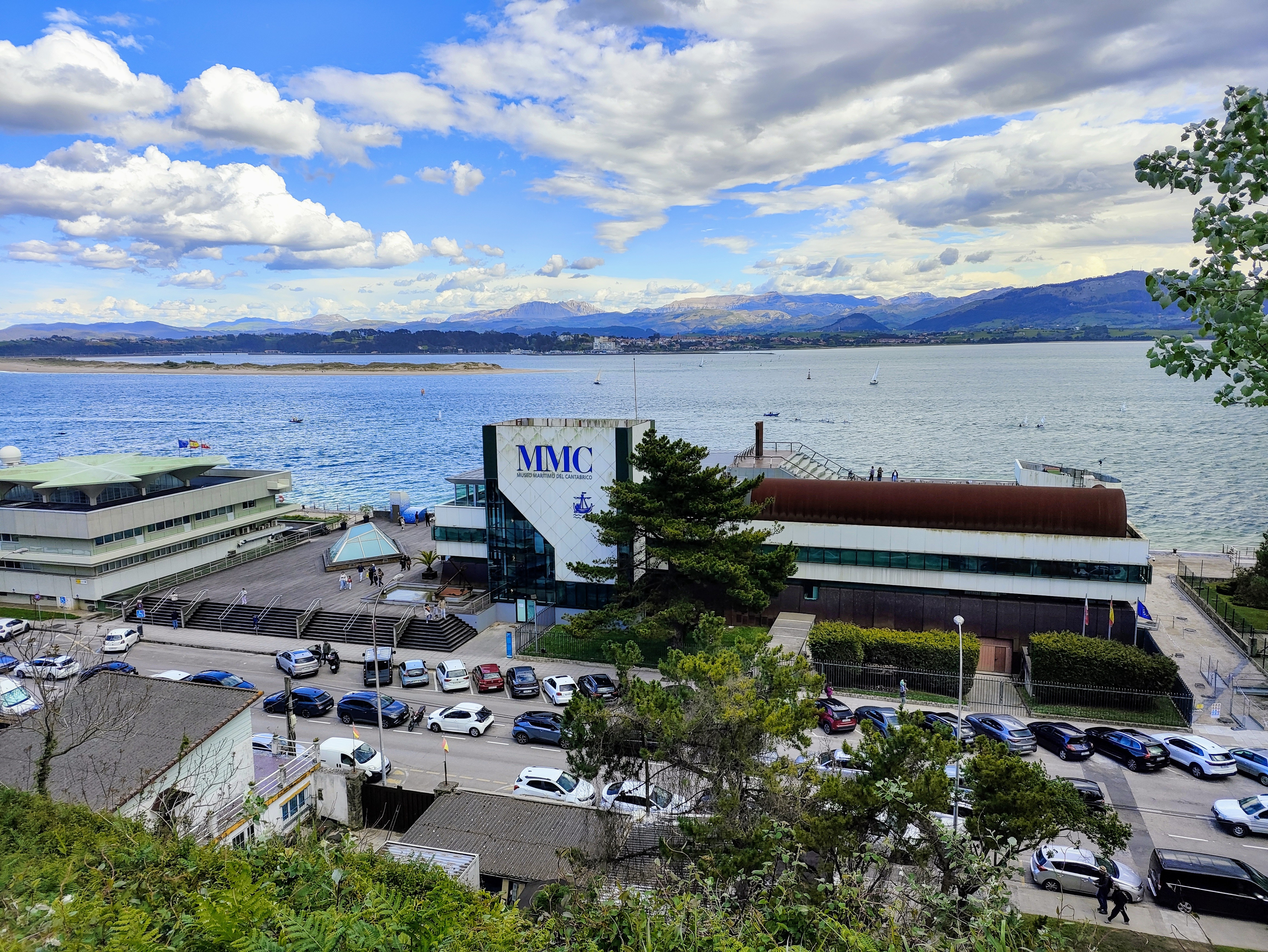
Vista general del museo.